# 西雅尔多·彼得
西雅尔多·彼得（匈牙利語：Szijjártó Péter，發音：[ˈsijjaːrtoː ˈpeːtɛr]；1978年10月30日—）是一名匈牙利外交官、足球运动员。2002年起，他成为一名代表青民盟的国会议员。2014年6月起，西雅尔多担任该国外交通商副部长，同年9月23日晋升为部长。

## 生平概要
1978年10月30日，西雅尔多·彼得出生于科马罗姆。他就读于布达佩斯考文纽斯大学并专攻国际关系。1998年，他加入了政党青民盟，随后在匈牙利城市杰尔当过市政公务员。2005年，他成为了青民盟青年组织主席。2006年至2010年间，西雅尔多曾担任青民盟发言人。2010年至2012年间，他担任了匈牙利总理发言人。西雅尔多还在本国对俄、中关系上发挥了作用。

## 欧洲移民危机

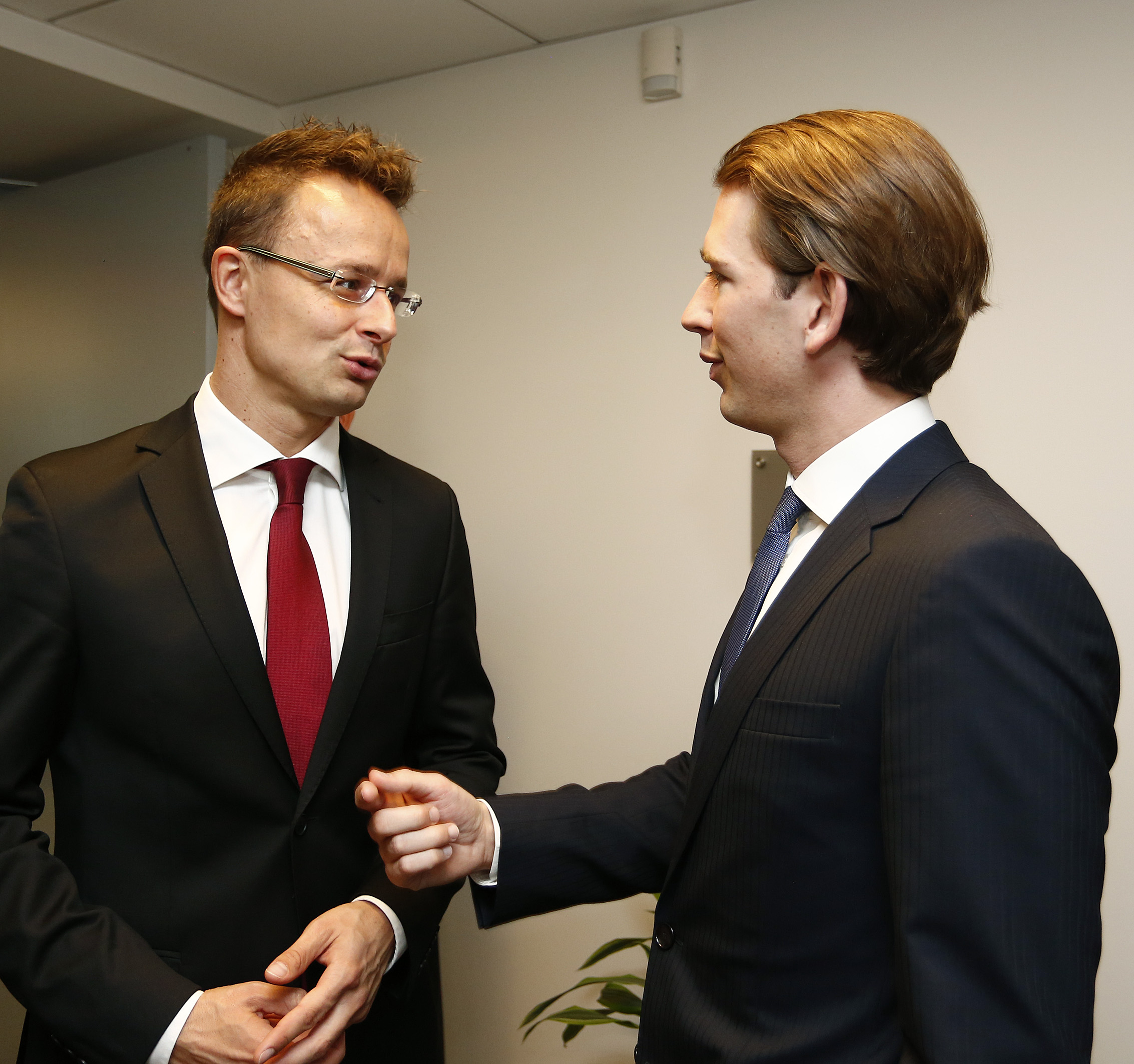
2015年西雅尔多与当时的奥地利外长塞巴斯蒂安·库尔茨

西雅尔多对于欧洲移民危机中匈牙利政府所持立场多有辩护。2015年，匈牙利在其与塞尔维亚的边境上建立了隔离墙，并遣返了所有入境的非法移民。匈牙利政府同时还拒绝了欧盟分配的难民配额。西雅尔多个人认为本国政府所做的是对欧盟有利的决策，他声称难民分配配额是对欧洲法律和价值观的“强奸”。
西雅尔多认为通过与中东国家合作解决难民安置问题要比鼓励难民移民欧洲要显得更可行。2016年9月，卢森堡外长阿塞尔博恩威胁将匈牙利逐出欧盟，西雅尔多则对他的指责予以了还击。